# Natasha Mayers
Pour les articles homonymes, voir Mayers.
Natasha Joe-Mayers (née le 10 mars 1979) est une athlète de Saint-Vincent-et-les-Grenadines spécialiste du 100 mètres.
Elle se classe troisième du 100 m des Jeux du Commonwealth 2010 de New Delhi derrière l'Australienne Sally Pearson et la Nigériane Oludamola Osayomi dans le temps de 11 s 37. Pearson étant disqualifiée pour faux-départ, et Osayomi étant contrôlée positive après la course, Natasha Mayers récupère en conséquence la médaille d'or.
Natasha Mayers a été suspendue pour dopage pendant deux ans de 2005 à 2007.

## Records personnels
- 100 m : 11 s 09 (2002 et 2003)
- 200 m : 22 s 80 (2002)